# United States Automobile Club

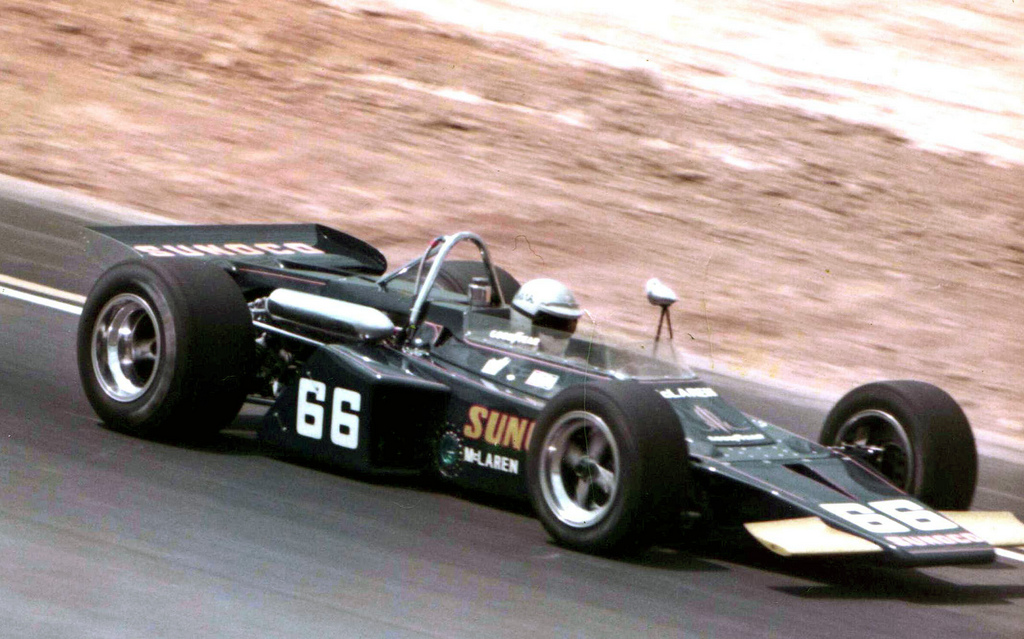
Mark Donohue in de USAC Championship Car Series in 1971.

De United States Automobile Club (USAC) is een Amerikaanse organisatie die formuleracing wedstrijden organiseert. Het werd opgericht in 1955 door toenmalig Indianapolis Motor Speedway eigenaar Tony Hulman. Het organiseert vanaf 1956 verschillende raceklassen en organiseerde van 1956 tot 1979 de USAC Championship Car Series, de voorloper van de Champ Car series, nadat de American Automobile Association, die het Amerikaanse kampioenschap vanaf de start aan het begin van de twintigste eeuw organiseerde besliste om ermee op te houden. In 1979 startte het Champ Car kampioenschap georganiseerd door de Championship Auto Racing Teams (CART) door toedoen van ontevreden team-eigenaars. De USAC organiseerde nog een beperkt kampioenschap van zeven races dat jaar en hield er daarna mee op. De Indianapolis 500 race bleef in handen van de USAC tot 1997, toen huidig Indianapolis Motor Speedway eigenaar Tony George (kleinzoon van Tony Hulman) met zijn Indy Racing League de organisatie overnam. Viervoudig Indianapolis 500 winnaar A.J. Foyt won het kampioenschap zeven keer.
1978 werd een rampjaar voor de organisatie. Niet alleen dreigde het kampioenschap te verhuizen naar de CART organisatie, op 23 april verongelukte acht bestuursleden van de organisatie en hun piloot wanneer ze per vliegtuig op weg waren naar Indianapolis. Oprichter Tony Hulman stierf een jaar eerder aan een hartaanval.

## USAC Championship Car Series winnaars
| Jaar | Coureur           |
| ---- | ----------------- |
| 1956 | Jimmy Bryan       |
| 1957 | Jimmy Bryan       |
| 1958 | Tony Bettenhausen |
| 1959 | Rodger Ward       |
| 1960 | A.J. Foyt         |
| 1961 | A.J. Foyt         |
| 1962 | Rodger Ward       |
| 1963 | A.J. Foyt         |
| 1964 | A.J. Foyt         |
| 1965 | Mario Andretti    |
| 1966 | Mario Andretti    |
| 1967 | A.J. Foyt         |
| 1968 | Bobby Unser       |
| 1969 | Mario Andretti    |
| 1970 | Al Unser Sr.      |
| 1971 | Joe Leonard       |
| 1972 | Joe Leonard       |
| 1973 | Roger McCluskey   |
| 1974 | Bobby Unser       |
| 1975 | A.J. Foyt         |
| 1976 | Gordon Johncock   |
| 1977 | Tom Sneva         |
| 1978 | Tom Sneva         |
| 1979 | A.J. Foyt         |